# 1492
- Wikisource

| Calendário gregoriano                                                        | 1492 MCDXCII                                         |
| Ab urbe condita                                                              | 2245                                                 |
| Calendário arménio                                                           | 941 – 942                                            |
| Calendário bahá'í                                                            | -352 – -351                                          |
| Calendário budista                                                           | 2036                                                 |
| Calendário chinês                                                            | 4188 – 4189 Início a 29 de janeiro (aproximadamente) |
| Calendário copta                                                             | 1208 – 1209                                          |
| Calendário etíope                                                            | 1484 – 1485                                          |
| Calendários hindus - Vikram Samvat - Calendário nacional indiano - Cáli Iuga | 1547 – 1548 1413 – 1414 4592 – 4593                  |
| Calendário Holoceno                                                          | 11492                                                |
| Calendário islâmico                                                          | 897 – 898                                            |
| Calendário judaico                                                           | 5252 – 5253                                          |
| Calendário persa                                                             | 870 – 871                                            |
| Calendário rúnico                                                            | 1742                                                 |
| Calendário solar tailandês                                                   | 2035                                                 |

1492 (MCDXCII, na numeração romana) foi um ano bissexto do século XV do calendário juliano, da Era de Cristo, e as suas letras dominicais foram  A e G (52 semanas), teve início a um domingo e terminou a uma segunda-feira.
| Ano completo                       |
| ---------------------------------- |
| Ano bissexto com início ao domingo |

## Eventos
- Fim da Idade Média, segundo alguns autores.
- Publicação da primeira gramática espanhola, da autoria de Antonio de Nebrija.

Criação da primeira gramática espanhola.
- 2 de janeiro — A Capitulação de Granada marca o fim da Reconquista e do Reino Nacérida, o último reino do Alandalus; o último monarca nacérida, Boabdil rende-se aos Reis Católicos.
- 15 de março — A irmandade do Espírito Santo funda aquele que foi o primeiro hospital de Angra do Heroísmo (ver Ermida de Santo Espírito).
- 31 de março — Decreto de Alhambra, que ordena a expulsão dos judeus da Espanha.
- 26 de junho - Primeira ascensão conhecida de uma montanha, o Monte Agulha no Maciço do Vercors
- 3 de agosto — Cristóvão Colombo parte do porto de Palos de la Frontera na Espanha, com três caravelas: Santa Maria, Pinta e Niña.
- 10 de agosto — O cardeal Rodrigo Bórgia é eleito Papa com o nome de Alexandre VI.
- 12 de outubro — Cristóvão Colombo chega às Bahamas. Este feito é em geral considerado o descobrimento da América pelos europeus.
- 5 de dezembro - Na sua primeira viagem ao Novo Mundo, Cristóvão Colombo descobre a Ilha de Quisqueya.

## Nascimentos
- Adam Ries — matemático alemão (m. 1559).

## Mortes
- 8 de abril — Lourenço de Médici, estadista florentino (n. 1449).
- 7 de junho — Isabel Woodville, rainha consorte de Eduardo IV de Inglaterra.
- 25 de julho — Papa Inocêncio VIII (n. 1432).
- 12 de outubro — Piero della Francesca, pintor e matemático italiano (n. 1416).